# Kelvin (azienda)

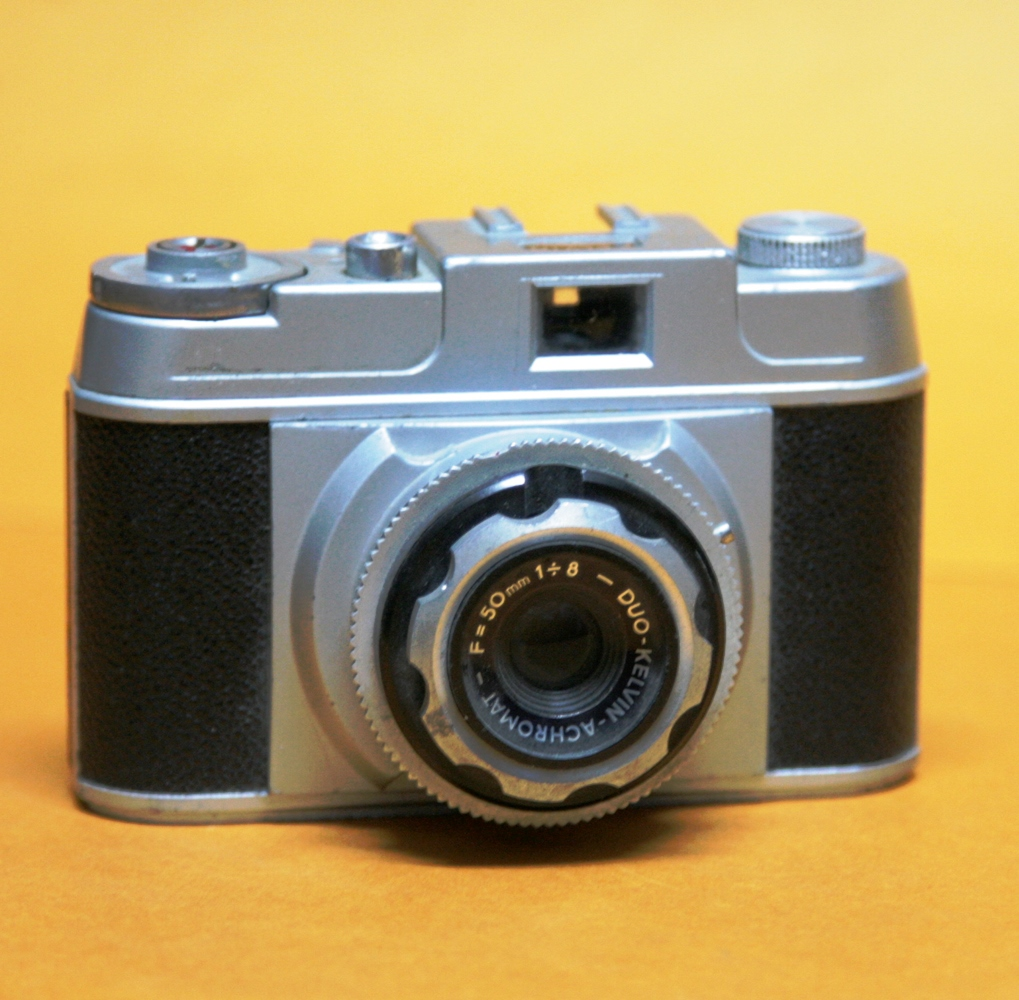
Rara Kelvin minor achromat

La Kelvin è stata una fabbrica di macchine fotografiche di Roma che produsse alcuni modelli di fotocamere a partire dal 1952 fino al 1962.

## Produzione
Tra le macchine prodotte dalla Kelvin, dirette concorrenti della Bencini, si ricordano la: 
- Kelvin Minor costruita in 14.000 esemplari con  obbiettivo Duo Kelvin Achromat 50mm f/8[2] e la
- Kelvin Maior costruita in 26.000 esemplari sempre con l'obiettivo Duo Kelvin Achromat 50mm f/8 con tempi di posa di 25 50 e 100 oltre alla posa B.

Altri modelli prodotti sono stati la: Royal o Deluxe con un luminoso obiettivo f/2.8, prodotta questa in pochi esemplari, e le fotocamere economiche Vin-Kel.